# Спортна напитка
Спортната напитка е вид безалкохолна напитка, която е богата на електролити, въглехидрати и други хранителни вещества и се използва като противодействие срещу дехидратацията.
Предназначена е за консумация главно от спортисти и хора, подлагащи се на физическо натоварване, които се нуждаят от течности след спортна среща, тренировка и т.н., за да възстановят запасите си от вода. Някои популярни марки спортни напитки са „Гейтърейд“ и „Пауърейд“.
Спортните напитки не бива да се бъркат с енергийните напитки (напр. „Ред Бул“), които също са безалкохолни, но имат високо съдържание на кофеин.